# Ronny Rosenthal
Ronny Rosenthal (hebreiska: רוני רוזנטל), född 4 oktober 1963, är en israelisk före detta fotbollsspelare, mest känd som inhoppande målskytt i Liverpool FC under åren 1990-1994. 
Rosenthals karriär började i Maccabi Haifa FC år 1983 och avslutades år 1999 i Watford FC. Hans främsta styrka var kontringar.
År 1988 blev Rosenthal belgisk mästare med Club Brugge.

## Israels landslag
Rosenthal spelade även i Israels herrlandslag i fotboll. I VM-kvalmatchen mot Frankrike 1993 till VM 1994, där matchen slutade 3-2 till Israel, assisterade han till samtliga tre mål. Han gjorde även en suverän insats mot Azerbajdzjan 1994 i en EM-kvalmatch till EM 1996, då han drev bollen från Israels straffområde och gjorde mål.